# Oceanic (Schiff, 1899)
Die Oceanic war ein Transatlantikliner der britischen Reederei White Star Line und stand von 1899 bis zu seinem Untergang 1914 im Dienst. Die Oceanic war von ihrer Indienststellung bis 1901 das größte Schiff der Welt und um die Jahrhundertwende das Flaggschiff und Aushängeschild der Reederei und das zweite Schiff dieses Namens bei der White Star Line.

## Technisches
Mit 17.272 BRT löste die Oceanic die im September 1897 in Dienst gestellte Kaiser Wilhelm der Große (14.349 BRT) des Norddeutschen Lloyd als größtes Schiff der Welt ab. Diesen Titel behielt sie bis zum Juli 1901, als die White Star Line die 21.035 BRT große Celtic in Dienst stellte. Sie war mit 214,5 Metern Länge zudem das erste Schiff, das Isambard Kingdom Brunels 1858 in Dienst gestellte Great Eastern an Länge übertraf. Sie wurde schnell als „Queen of the Ocean“ (deutsch: „Königin des Ozeans“) bekannt. Die New York Times bezeichnete die Oceanic auch als „Millionärsschiff“, da sie bei der amerikanischen Oberschicht sehr beliebt war und oft wohlhabende Prominente wie John Pierpont Morgan, William Collins Whitney, Philip Danforth Armour und Cornelius Vanderbilt III an Bord hatte.
In der Oceanic wurde gemäß Thomas Ismays Credo „nur das Allerbeste“ verbaut. Ihre Kommandobrücke wurde in die Decksaufbauten integriert, was ihr ein geradliniges, yachtartiges Aussehen gab. Das Design der Oceanic wurde später auch bei den so genannten „großen Vier“ der White Star Line angewandt, einem Quartett von Schwesterschiffen über 20.000 BRT, der Celtic (1901), Cedric (1902), Baltic (1903) und Adriatic (1907). Sie war das erste von zwei geplanten Schwesterschiffen. Das zweite Schiff, das den Namen Olympic tragen sollte, wurde jedoch nie gebaut.
Der Dampfer war 214,5 Meter lang, 19,4 Meter breit und hatte einen maximalen Tiefgang von 13,6 Metern. Er wurde von Dreifachexpansions-Dampfmaschinen angetrieben, die 28.000 PS leisteten und eine durchschnittliche Reisegeschwindigkeit von 19 Knoten und eine Höchstgeschwindigkeit von 21 Knoten ermöglichten. Die Oceanic hatte zwei Propeller, zwei Schornsteine und drei Masten. An Bord war Platz für 410 Passagiere Erster Klasse, 300 Passagiere Zweiter Klasse und 1000 Passagiere Dritter Klasse (insgesamt 1710 Personen). In Friedenszeiten wurde das Schiff von einer 349-köpfigen Mannschaft betrieben.

## Frühe Jahre
Der Kiel der Oceanic mit der Baunummer 317 wurde im Januar 1897 gelegt. Das Schiff sollte das neue Flaggschiff der White Star Line werden und wurde unter persönlicher Anleitung von Thomas Ismay, dem Gründer der White Star Line, gebaut. Die Oceanic entstand, wie für White Star üblich, auf der Werft Harland & Wolff im nordirischen Belfast. Sie war das zweite Schiff der Reederei, das diesen Namen erhielt.

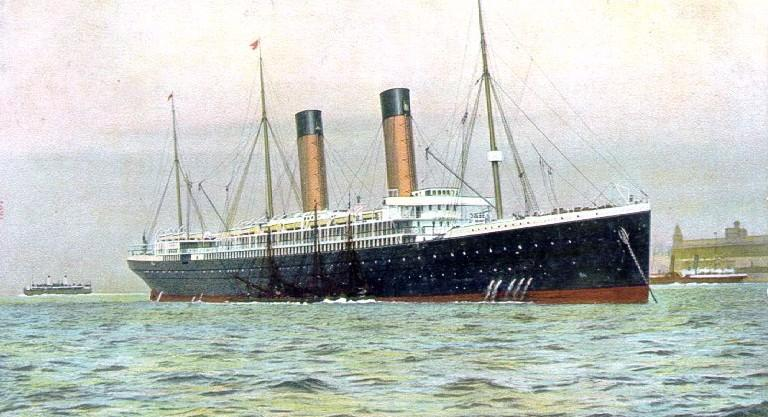
Zeichnung der Oceanic (Datum unbekannt)

Die Baukosten für das Schiff beliefen sich auf eine Million Pfund Sterling (heute etwa 119,798 Mio. £). 1500 Arbeiter waren mit dem Bau beschäftigt. Der Stapellauf der Oceanic am 14. Januar 1899 fand vor über 1000 geladenen Gästen statt, darunter Adelige und Würdenträger wie Frederick Hamilton-Temple-Blackwood, James Hamilton und Charles Vane-Tempest-Stewart. Die Oceanic wurde für die Route Liverpool–Southampton–New York gebaut, auf der sie während der gesamten Jahre im Dienst der White Star Line blieb. Am 6. September 1899 lief sie unter dem Kommando von Kapitän John G. Cameron mit 1890 Menschen an Bord zu ihrer Jungfernfahrt via Southampton nach New York aus, wo sie am 13. September eintraf. Cameron blieb bis zu seiner Beförderung zum Vorsteher der White Star Line in Southampton im April 1907 Kapitän der Oceanic.
Am 9. Oktober 1900 lief sie an der irischen Küste bei Three Castles Head auf Grund, schaffte es aber aus eigener Kraft wieder in offenes Gewässer. Fünf Tage später brach in Liverpool die Ankerkette, was einen Menschen das Leben kostete und einen anderen verletzte. Am 8. August 1901 gegen 01.30 Uhr nachts kam es im irischen Nordkanal zwischen der Oceanic und dem kleinen Dampfer Kincora der Waterford Steamship Company bei Dunkelheit und Nebel zu einer Kollision, in deren Folge die mittschiffs getroffene Kincora sank und sieben ihrer 21 Besatzungsmitglieder ums Leben kamen. Die Rettungsboote der Kincora wurden durch den Zusammenstoß zerstört und konnten nicht benutzt werden. Die Oceanic ließ ihre Rettungsboote zu Wasser und blieb bis Tagesanbruch vor Ort, konnte aber nur 14 Männer von der Kincora retten. Unter den Passagieren der Oceanic auf dieser Fahrt waren die Schauspieler Ethel Barrymore und Richard Carle, die Millionärsgattin Rita Stokes, der „Baking Soda King“ genannte Finanzier William Ziegler und der konservative britische Politiker Lewis Payn Dawnay mit Ehefrau Victoria.
Im Oktober 1905 war die Oceanic das erste Schiff der White Star Line, auf dem eine Meuterei stattfand. Mehr als 30 Heizer wurden verhaftet, weil sie sich über die Arbeitsbedingungen und den Lohn beschwert hatten. Am 25. November 1906 wurde die Oceanic vier Tage nach dem Auslaufen aus Liverpool auf dem Höhepunkt eines atlantischen Sturms von einer Monsterwelle getroffen, die die Glasfront der Brücke einschlug und Kapitän Cameron gegen den Kompass warf. Cameron verlor das Bewusstsein. Er wurde in seine Kabine gebracht und konnte 15 Minuten später vom Schiffsarzt, William O’Loughlin, wiederbelebt werden. O’Loughlin wurde später Schiffsarzt auf der Olympic und der Titanic, bei deren Untergang er ums Leben kam.
Am 3. Juni 1907 brach im Lagerraum Nr. 6 ein Feuer aus, während die Oceanic im Hafen von New York lag. Da die Besatzung nicht in der Lage war, das Feuer unter Kontrolle zu bringen, alarmierte Kapitän Herbert Haddock, der später die Olympic kommandierte, die New Yorker Feuerwehr, die den Brand mit Hilfe eines Feuerlöschboots löschen konnte. Am 11. Februar 1910 weihte sie die Chelsea Piers in New York City ein. Am 21. März 1911 brach die Spitze des Vormastes ab und prallte auf das Deck, nachdem sie in einem schweren Sturm von einem Blitz getroffen worden war. Der Erste Offizier Charles Lightoller wurde dabei verletzt. Er war später Zweiter Offizier auf der Titanic, deren Untergang er überlebte.
Am 6. Februar 1914 wurde der Dampfer auf einer Fahrt nach New York erneut von einer massiven Welle getroffen, die die Deckstühle des Promenadendecks zum Bug hin spülte und mehrere Bullaugen eindrückte. Ernsthaft verletzt wurde niemand. Am 1. August 1914 verließ das Schiff letztmals New York mit Passagieren an Bord.

## DieTitanic
Am 13. Mai 1912 stieß die Oceanic im Nordatlantik etwa 200 Seemeilen vom Ort des Untergangs der Titanic entfernt auf ein treibendes, unbemanntes Rettungsboot. Es handelte sich um die Überreste des faltbaren Rettungsboots A („Collapsible A“), das vor dem Untergang der Titanic nicht mehr ausgesetzt werden konnte, aber danach frei schwamm und einer Anzahl von Menschen als vorübergehende Rettung diente. Drei Insassen des Rettungsbootes überlebten die Nacht bis zur Bergung durch die Carpathia nicht. Sie wurden nach Aufnahme aller Überlebenden durch die Carpathia im Rettungsboot auf dem offenen Meer belassen.
In dem Boot wurden die drei Leichen wiedergefunden und mit den laufenden Nummern 331, 332 und 333 versehen. Darunter befanden sich der kanadische Geschäftsmann, Landeigner und Passagier Erster Klasse Thomson Beattie (#331) und der Passagier Dritter Klasse Arthur Keefe (#332). Die Leiche #333, vermutlich ein Besatzungsmitglied, konnte nie identifiziert werden. Alle drei erhielten ein Seebegräbnis. In dem Boot fanden sich auch Briefe, die an den Tennisspieler Richard Norris Williams adressiert waren, sowie der Ehering der Passagiere Edvard und Gerda Lindell, die in dem Boot ums Leben gekommen waren.

## Erster Weltkrieg
Kurz nach dem Ausbruch des Ersten Weltkriegs wurde die Oceanic als eines der ersten Schiffe der britischen Admiralität unterstellt und am 8. August 1914 der Royal Navy als bewaffneter Hilfskreuzer zugeteilt. Die Übereinkunft der britischen Regierung mit White Star sah vor, dass sie sich für die Zeit des Kriegseinsatzes an den Ausgaben für die Instandhaltung des Schiffs beteiligte. Das Schiff wurde mit Kanonen ausgerüstet und die Schornsteine und Decksaufbauten wurden schwarz gestrichen.
Am 25. August 1914 lief sie als Hilfskreuzer in Southampton aus, um in den Gewässern zwischen dem schottischen Festland und den Färöer-Inseln, speziell im Gebiet der Shetlandinseln, zu patrouillieren. Die Schiffsführung war befugt, die Ladung und Besatzung jedes beliebigen Schiffs zu überprüfen, um jegliche logistische Unterstützung Deutschlands zu unterbinden. Zu diesem Zweck hatte sie Royal Marines an Bord. Das Schiff stand unter Leitung des Handelskapitäns Henry Smith und des Commanding Officers William Feth Slayter.
Die Oceanic dampfte nach Scapa Flow auf den Orkney-Inseln, dem Hauptstützpunkt der Royal Navy im Ersten Weltkrieg, von wo aus sie leichten Zugang zur Nordsee und dem Atlantik hatte. Von dort aus fuhr sie in einem Zickzackkurs zu den Shetlandinseln, um einem eventuellen U-Boot-Angriff aus dem Weg zu gehen. Dies erforderte, besonders für ein derart großes Schiff, sehr präzise Navigation.

## Untergang und Folgen
Am Abend des 7. September 1914 führte der Steuermann David Blair eine genaue Positionsbestimmung durch. Blair war 1912 als Zweiter Offizier der Mannschaft der Titanic zugeteilt, aber im letzten Moment war der Leitende Offizier durch Henry T. Wilde ersetzt worden, weshalb Blair das Schiff verlassen musste. Das Schiff kam jedoch während der Fahrt 13 bis 14 Seemeilen vom Kurs ab. Während die Schiffsführung glaubte, dass man sich weit südöstlich der Insel Foula befand, war die Oceanic auf der anderen Seite der Insel und näherte sich dem berüchtigten Riff Shaalds of Foula. Diese Felsen stellten eine direkte Bedrohung für die Schifffahrt dar, da sie sich nur wenige Meter unter der Wasseroberfläche befanden und gerade bei ruhiger See kaum erkennbar waren.
Kapitän William Slayter begab sich nach seiner Nachtwache mit der Order, Foula anzusteuern, zu Bett, ohne von der Gefahrensituation zu wissen. Kapitän Henry Smith übernahm die Morgenwache. Smith fühlte sich in offenen Gewässern sicherer und befahl dem Steuermann Blair entgegen den Anordnungen seines Vorgesetzten Slayter, die Insel nah zu umrunden, offene See anzusteuern. Kurz darauf erschien Slayter, der die Kursänderung offenbar bemerkt hatte, wieder auf der Brücke und entkräftete Smiths Order. Er befahl eine erneute Kursänderung, die die Oceanic am Morgen des 8. September direkt auf die Klippen der Shaalds of Foula auflaufen ließ. Das Schiff strandete bei ruhigem und klarem Wetter. Es war das erste Schiff der alliierten Streitkräfte, das im Ersten Weltkrieg verloren ging.
Die Glenogil, ein Fischkutter aus Aberdeen, traf unter dem Kommando von Kapitän Robert Armour als erstes Schiff am Unglücksort ein. Sie versuchte erfolglos, die viel größere Oceanic von den Felsen zu ziehen. Nach und nach nahmen weitere Schiffe an der Bergungsaktion teil, darunter die Lyons, ein Bergungsschiff der Royal Navy. Die Mannschaft der Oceanic setzte in den Rettungsbooten des gestrandeten Schiffs zur Glenogil über, die sie auf die Alsatian und die Forward verteilte. Der Erste Offizier, Charles Lightoller, ging als letzter von Bord und nahm die Uhr des Kartenraums als Souvenir mit. Es waren keine Todesopfer zu beklagen. Die Oceanic lag drei Wochen auf dem Riff, bis die Einwohner der Insel Foula nach einem schweren Sturm am 29. September 1914 feststellten, dass das Schiff gesunken war. Das Unglück wurde seinerzeit nicht intensiv bekannt gemacht, da man es als peinlich empfand, dass ein derart bekanntes Schiff nur wenige Tage nach seinem Einzug in die Royal Navy bei völlig ruhigem Wetter verunglückt war.
David Blair wurde im November 1914 in Devonport vor Gericht gestellt und für schuldig befunden, für die Strandung der Oceanic verantwortlich zu sein. Zu seiner Verteidigung gab er an, dass ihn die Aussagen der Kapitäne Slayter und Smith entlasteten, da diese ausgesagt hatten, dass er nach ihren Anweisungen gehandelt hatte. Bei einer zweiten Verhandlung wurde gegen Smith dieselbe Anschuldigung erhoben. Er und Slayter wurden freigesprochen, während Blair getadelt wurde. In der Mitte der 1920er trug eine Bergungsmannschaft, die mit dem Abbruch versenkter deutscher Kriegsschiffe in Scapa Flow beauftragt war, den größten Teil des Wracks der Oceanic ab. 1973 wurde mit der Bergung weiterer Teile begonnen und bis 1979 wurden die meisten Überreste des Wracks beseitigt. Heute liegen nur noch wenige Wrackstücke an der Untergangsstelle.